# Einar H. Kvaran
Einar Hjörleifsson Kvaran född 6 december 1859 i Vallanes, Island som Einar Hjörleifsson, död 21 maj 1938 i Reykjavik, var en isländsk redaktör, författare, poet och dramatiker.

## Biografi
Kvaran var son till prästen Hjörleifur Einarsson och Guðlaug Eyjólfsdóttir. Hans namn var ursprungligen Einar Hjörleifsson men han tog (tillsammans med sina bröder) familjenamnet Kvaran 1916. Efter studentexamen for Kvaran till Köpenhamn för att läsa ekonomi, men avslutade aldrig studierna. I Köpenhamn var han med och gav ut tidskriften Verðandi, 1882.
Förutom att ge ut islandsspråkiga publikationer baserade i Winnipeg, var Kvaran även en redaktör i både Reykjavik och Akureyri. Han skrev även ett antal noveller, romaner, dramatik och lyrik. 1918 var han med och bildade Islands spiritistiska sällskap (Sálarrannsóknarfélag Íslands).
En biografi över Kvaran skrevs av Gils Guðmundsson 1997.

### Utgivet på svenska
- Hämnaren 1918
- Samhörighet 1924
- Rannveigs saga 1925-1926
- Småfolk 1927